# Ханке, Карл
Карл Август Ханке (нем. Karl August Hanke; 24 августа 1903, Лаубан, Силезия — 8 июня 1945, Нова Весь над Попелкоу, Чехословакия) — немецкий государственный и партийный деятель, гауляйтер Нижней Силезии (1941—1945), обергруппенфюрер СС (30 января 1944),  рейхсфюрер СС и рейхсляйтер (29 апреля — 5 мая 1945). Один из руководителей обороны Бреслау зимой—весной 1945 года.
5 мая 1945 года бежал из Бреслау в Прагу, где пытался пробиться в Германию с отступавшими частями СС. Взят в плен чешскими партизанами и убит при попытке к бегству летом 1945 года.

## Биография

### Ранние годы
Отец Карла Ханке был инженером на железной дороге. Семья хотя и была небогатой, но не бедствовала. Карл Ханке окончил народную школу в Лаубане и гимназию.
7 августа 1920 года поступил в рейхсвер добровольцем-срочником. Проходить службу его направили в 19-й пехотный полк, дислоцированный под Франкфуртом-на-Одере. Уволившись из армии в августе 1921 года, поступил в мукомольный техникум в Диппольдисвальде и после его окончания в 1923 году один год проработал в железнодорожном депо родного Лаубана. После этого на протяжении трех лет работал управляющим на различных мельницах в Силезии, Баварии и в Тироле.
В 1928 году окончил Профессионально-педагогический институт в Берлине и поступил на работу в училище в Штеглице в качестве преподавателя по мукомольному делу.

### Карьера в национал-социалистическом движении
1 ноября 1928 года вступил в НСДАП (билет № 102 606), а в 1929 году — в СА. Вёл пропагандистскую и организационную работу на предприятиях Берлина. Прошёл путь от руководителя уличной подъячейки до районного руководителя НСДАП. С 1930 года числился в резерве СА.
В апреле 1931 года за деятельность в НСДАП уволен с прусской государственной службы. С 1931 года работал орстгруппенлейтером, затем крейслейтером берлинского района Вестэнд. Познакомился с архитектором Альбертом Шпеером и обеспечил его заказами от НСДАП. С 1932 года был личным адъютантом и референтом берлинского гауляйтера и начальника пропаганды НСДАП Йозефа Геббельса.
24 апреля 1932 года избран членом ландтага Пруссии, а 6 ноября 1932 года — депутатом рейхстага от округа Потсдам. После прихода национал-социалистов к власти в марте 1933 года занял пост личного референта и начальника личного секретариата Геббельса, ставшего рейхсминистром народного просвещения и пропаганды. В июне 1933 года получил ранг министериальрата.
15 февраля 1934 вступил в СС (билет № 203 103) и 1 июня 1934 получил звание штурмбаннфюрера. С 1937 года числился в командном штабе рейхсфюрера СС.
В апреле 1937 года получил ранг министериальдиректора. С 1937 по 1941 год – второй вице-президент Имперской палаты культуры.
В январе 1938 года назначен на должность статс-секретаря министерства пропаганды.
Однако, казалось бы, неудержимое восхождение по карьерной лестнице оборвалось, когда Ханке оказался вовлеченным в личную жизнь Геббельсов. Геббельс, известный своими многочисленными внебрачными связями, прежде всего с актрисами, в 1937–1938 годах увлекся чешкой Лидой Бааровой. Брак с Магдой Геббельс оказался под угрозой. Ханке встал на сторону жены министра, с которой поддерживал любовные отношения. Судя по всему, Магда Геббельс, которая была на два года старше Ханке, даже собиралась уйти к нему от мужа. В 1939 году Гитлер своим веским словом положил конец обоим романам. Ханке был отправлен в бессрочный отпуск и в министерство пропаганды уже не вернулся.
Летом 1939 года пошёл добровольцем в вермахт. В составе 3-й танковой дивизии участвовал в Польской кампании. В 1940 году в составе  7-й танковой дивизии под командованием Роммеля участвовал в Западной кампании. Был награждён Железными крестами обеих степеней. В начале 1941 года демобилизовался в звании обер-лейтенанта.
В феврале 1941 года назначен гауляйтером и оберпрезидентом Нижней Силезии. В том же году получил от Гиммлера звание группенфюрера СС. С 16 ноября 1942 года — имперский комиссар обороны Нижней Силезии. С 1943 по 21 июня 1944 года возглавлял Центральное управление Имперского министерства вооружения и боеприпасов. За то время, что он руководил гау, были казнены более 1000 его жителей.
В начале 1945 года организовал эвакуацию гражданского населения из областей, оказавшихся в прифронтовой зоне, в том числе эвакуировал из Бреслау около 250 тыс. человек. Действия Ханке были высоко оценены Гитлером. Когда 16 февраля 1945 Бреслау был окружен, Ханке вместе с генералом Г. Нихофом возглавил оборону города. 4 марта 1945 года Геббельс писал в своем дневнике:

Если бы все наши гауляйтеры на Востоке были такими и работали так, как Ханке, то наши дела обстояли бы лучше, чем они обстоят в реальности. Ханке — выдающаяся фигура среди наших гауляйтеров, действующих на Востоке.
21 апреля за заслуги в обороне Бреслау Ханке получил Германский орден. 29 апреля 1945 года Гитлер, обвинивший Гиммлера в государственной измене, в своём политическом завещании назначил Ханке рейхсфюрером СС и начальником германской полиции. 5 мая 1945 года известие о назначении достигло Бреслау. В тот же день под предлогом необходимости вступления в должность гауляйтер Ханке, переодевшись в форму унтер-офицера Ваффен-СС, покинул окружённый советскими войсками город на самолёте «Fieseler Storch». Перед этим он отклонил просьбу военного коменданта генерала Нихофа и священников обеих конфессий о сдаче города, который находился в безвыходном положении. Однако уже 6 мая город капитулировал.
5 мая 1945 года самолёт Ханке приземлился в Праге. Там он примкнул к колонне 18-й моторизованной дивизии СС «Хорст Вессель», пытавшейся пробиться в Германию. Взят в плен чешскими партизанами к югу от города Хомутов и помещён в лагерь военнопленных. В июне 1945 года при попытке к бегству группы немецких заключенных, вероятно, был ранен и забит прикладами чешскими охранниками.

## Образ в кино
- «Фюрер и растлитель[нем.]» (Германия, 2024), режиссёр Йоахим Ланг, в роли Ханке Мориц Фюрман[нем.]

## Награды
- Шеврон старого бойца
- Знак за ранение (чёрный) (1939)
- Железный крест, 1-го класса (1940)
- Железный крест, 2-го класса (1940)
- Знак «За танковую атаку» (в серебре) (1940)
- Крест военных заслуг 1-й степени без мечей
- Крест военных заслуг 2-й степени без мечей
- Золотой партийный знак НСДАП
- Медаль За выслугу лет в НСДАП в бронзе и серебре
- Золотой Германский орден (12 апреля 1945)[3]
- Кольцо «Мёртвая голова»
- Почетная сабля рейхсфюрера СС

## Сочинения
- Der Beamte im nationalsozialistischen Staat. Breslau: NSDAP., Gauleitg Niederschlesien, Amt f. Beamte, 1942.